# Мараваль, Аксель
Аксель Мараваль (фр. Axel Maraval; родился 20 октября 1993 года, Марсель, Франция) — французский футболист, вратарь «Руана».

## Клубная карьера
Аксель является воспитанником «Монако», за вторую команду которого 6 мая 2012 года Мараваль дебютировал во встрече Национального дивизиона 2. В первом же матче голкиперу удалось сохранить свои ворота в неприкосновенности.
В июле 2014 года, чтобы получать больше игровой практики, Аксель подписал контракт с «Арль-Авиньоном». Первую часть сезона 2014/15 Мараваль выступал за резервную команду авиньонцев. Дебютную игру в Лиге 2 за основу вратарь провёл 30 января 2015 года против «Осера». По итогам сезона «Арль» занял последнее место в Лиге 2 и отправился в третий дивизион, после чего из-за финансовых проблем лишился профессионального статуса.
В начале 2016 года Аксель заключил контракт с «Домжале». 28 февраля 2016 Мараваль провёл первую игру в чемпионате Словении против «Крка». Всего в высшем дивизионе Словении сыграл 13 матчей.
После возвращения во Францию играл за «Седан» и «Дюнкерк». В 2022 году перешёл в «Ним», а через год — в «Руан».